# Rushmore (filme)
Rushmore é uma comédia estadunidense de 1998 dirigida por Wes Anderson.